# 圣克莱特
圣克莱特（法語：Saint-Clet，法語發音：[sɛ̃ klɛt]）是法国阿摩尔滨海省的一个市镇，位于该省西北部，属于甘冈区和甘冈城市圈。

## 地理
圣克莱特（48°39'45"N, 3°7'57"W）面积14.46 平方千米，位于法国布列塔尼大區阿摩尔滨海省，该省份为法国西北部沿海省份，位于布列塔尼半岛北部，北濒大西洋英吉利海峡，西接菲尼斯泰尔省，南至莫尔比昂省，东临伊勒-维莱讷省。
与圣克莱特接壤的市镇（或旧市镇、城区）包括：勒法韦特、普卢埃克迪特里约、波姆里特勒维孔特、蓬特里约、康佩尔盖泽内克、圣吉勒莱布瓦、斯基菲耶克。
圣克莱特的时区为UTC+01:00、UTC+02:00（夏令时）。

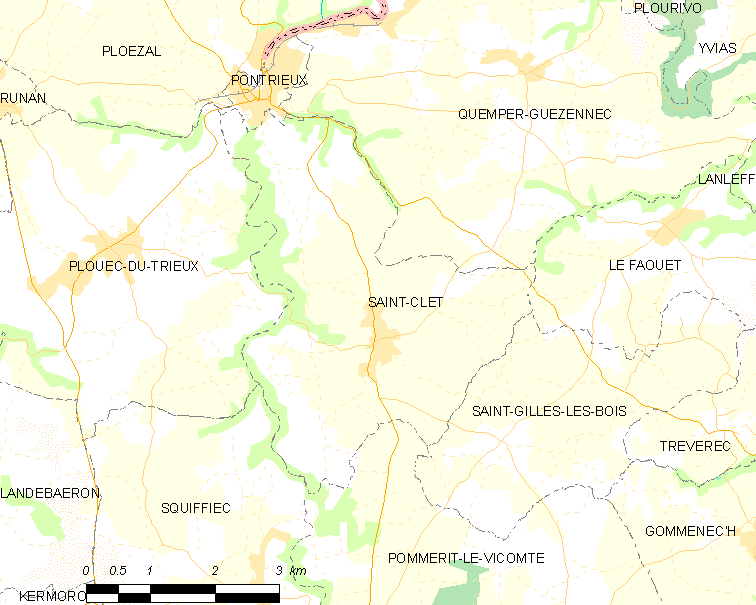
圣克莱特的OSM定位图

## 行政
圣克莱特的邮政编码为22260，INSEE市镇编码为22283。

## 政治
圣克莱特所属的省级选区为贝加尔县。

## 人口

1962-2008年间圣克莱特人口变化图示

圣克莱特于2022年1月1日时的人口数量为868人。